# 金裝的維爾梅～瀕臨留級的魔法師聯手最強災厄勇闖魔法世界～
《金裝的維爾梅～瀕臨留級的魔法師聯手最強災厄勇闖魔法世界～》是由天那光汰原作、梅津葉子作畫的日本漫畫，開始連載於2018年8月10日發售的《月刊少年GANGAN》2018年9月號。改編電視動畫於2022年7月5日至9月20日播映。

## 角色列表
阿魯特·格爾德菲爾特（Alto Goldfield，聲：廣瀨裕也）
本作男主角，王立奥尔提基亚魔法学院二年级学生。出身普通家庭，却有着強大且浓厚的魔力，甚至可以說過於濃稠，對於一般的使魔而言是像毒一樣的存在，但對於純惡魔維爾梅來說求之不得。憧憬成为伟大的魔法使“極盡魔導者”，并以之为目标而努力学习。一年级时由于召唤魔法這個科目不及格而面临留级命运，之後在圖書館中被砸中頭從而發現一本古老的魔法書，畫出魔法陣施法召喚使魔時意外將維爾梅解封，隨後與之結約並收留為自己的使魔從而順利升級，也在後續的發展中逐漸與維爾梅相愛並產生情愫，為了她能與全世界為敵。在維爾梅暴走時靠著自己與她的羈絆與喜愛之情喚醒她，卻也差點因此死亡，在瀕死時被甦醒的維爾梅所救，但她也因此減短壽命，在這之後她的話就變少了很多，最終雙方在敞開心防後她又變回以前的自己。原本遭到學生會調查，但後來埃琳娜邀請加入學生會，因為她知道現在學生會中所有人連她都尚羽翼未豐，還有這也是唯一可以保護阿魯特的方式。在艾歐萊特出現時透過珐提瑪讓她把自己帶回維爾梅的過去並選擇兩條路，一條是永遠離開她，另一條則是永遠與她在一起，雖然這條路是充滿荊棘之路，最終他選擇了第二條路永遠與維爾梅在一起。
維爾梅（Vermeil，聲：內田真禮）
本作第一女主角，过去成谜并被封印在魔法书中多个世纪，有着灾厄级力量的强大恶魔。外表为性感的短发年轻女性形象，巨乳傲人且穿着暴露，会在公共场合隐藏自己的犄角与尾巴。被阿魯特意外解封后与之结约成为使魔，经常做出让后者不知所措的痴女行为，但本性单纯且纯情，偶尔也有孩子气的一面。其一般通过接吻向阿魯特汲取魔力，可在实战中将魔力加之反馈以增强其战力。非常喜歡阿魯特，對他的愛慕之情甚至超越莉莉婭，後來更希望阿魯特不要只把自己當使魔，而是戀人。在與莉莉婭的決鬥賽後向阿魯特一言點出莉莉婭在喜歡他，但阿魯特還是認為兩人只是朋友而已。因揭穿奧布希德安的真面目被他注射特殊液體並暴走現出真身，後被阿魯特觸動並靠著堅強的意志而變回原形並救回瀕死的他，卻也因此減短壽命，最終與庫莉絲聯手打敗魔化的奧布希德安，在這之後她的話就變少了很多，被莉莉婭提點後正式和阿魯特告白，最終雙方在敞開心防後她又變回以前的自己。後來她也提醒阿魯特絕對要小心學生會會長埃琳娜，因為她不覺得埃琳娜是什麼正常人，而且埃琳娜第二次在問話時她會搖頭是因為當時阿魯特已經陷入險境了，最後埃琳娜邀請阿魯特加入學生會時也同理，只要阿魯特敢拒絕，那下一秒，阿魯特可能就已經身首異處了。在艾歐萊特出現時藉由珐提瑪讓阿魯特選擇兩條路並讓他看見了自己的過去，最終與阿魯特永遠在一起。
莉莉婭·庫德爾菲特（Lilia Kudelfeyt，聲：倉持若菜）
本作第二女主角，王立奥尔提基亚魔法学院二年级学生。阿魯特的青梅竹馬、朋友與同班同學，出身魔法世家，小鎮領主之女。非常喜歡阿魯特，在維爾梅出現後十分嫉妒，只要兩人互動過近或過於親密內心就會非常糾結，與維爾梅結下樑子，甚至會因為欲望強烈而暴走，還會說出痴女才會說的話與做出痴女才會做的事，但阿鲁特卻渾然不覺莉莉婭對他的心意。對阿魯特的瘋狂行為是連阿魯特與夏洛露都會怕的等級。使魔是風之上級精靈塞爾菲德，擁有不輸給高年級生的強大實力。在阿魯特瀕死時以為自己真的要失去他，在他醒來後抱著他大哭。後來她提點維爾梅她是惡魔這件事並不重要，重要的是阿魯特在她心中是什麼人以及阿魯特是怎麼看待她的，這些事才是關鍵，也建議她再多信任阿魯特一點，不如多向阿魯特撒嬌也好。
馬爾庫斯·帕爾斯頓（Marcus Parston，聲：岡野友佑）
阿魯特的朋友與同班同學，出身四大伯爵家之一的帕爾斯頓家。與夏洛露是主僕關係。他雖然是四大公爵的上士，但沒有什麼出眾的能力成績也不好，不及格科目最高紀錄是九門科目全都不及格。性格總是積極樂觀，但做事非常容易粗心大意，因此夏洛露必須時時刻刻跟在他身旁，以免他又出意外。很熟悉魔法學院的所有情況。使魔是蟲系精靈獨角仙弗朗索瓦。
夏洛露·伊麗德森絲（Sharol Iridescence，聲：石原夏織）
阿魯特的朋友與同班同學，與馬爾庫斯是主僕關係，必須時時刻刻跟在他身旁，以免他又出意外，對處理他發生的意外狀況已經是達人等級，無奈時會露出死魚眼、吐槽和嘆氣，雖然常待在他身邊，但其他時間幾乎都是自己獨處。性格沉靜且樂於助人，成績不輸莉莉婭。在升任學生代表的特別考試中因一連串的事件意外獲勝並順利當上學生代表。在換衣服時被莉莉婭發現她喜歡穿蕾絲內衣與內褲，在與莉莉婭討論阿魯特時直接一言點出莉莉婭在喜歡阿魯特。在看到莉莉婭要使用透明魔法藥水去偷窺阿魯特時對她這種癡狂表達愛意的行為不只感到恐懼，也認為她已經沒救了。
弗朗索瓦（Francois，聲：中村櫻）
馬爾庫斯的使魔，是一隻雄性蟲系精靈獨角仙，用一條粉色絲帶纏著角，喜歡樹液和花蜜。
埃琳娜·金巴萊特（Elena Kimberlight，聲：花澤香菜）
王立奥尔提基亚魔法学院学生会长，擁有黃金法師的稱號，據說是最接近“魔法大師”（白金法師）的學校最強者。性格文靜冷酷，對失敗者毫不留情。在雷克斯與使魔霸王花魔力暴走並攻擊庫莉絲時與阿魯特救了她。在解決完奧布希德安引起的一連串事件後決心除掉他所有的共犯，並邀請阿魯特加入學生會，因為她知道現在學生會中所有人連她都尚羽翼未豐，還有這也是唯一可以保護阿魯特與監控維爾梅的方式。暗戀著阿魯特。
真王寺·琉牙（Shinoji Ryuga，聲：興津和幸）
王立奥尔提基亚魔法学院學生會副會長，他總是沉著冷靜，邏輯式的分析每一種情況，並試圖理性的解決問題。他也是獨特的學生會成員組織者，非常不能接受潔西卡對會長埃琳娜的瘋狂忠誠，甚至會用“會長的瘋狂腦殘粉”這個難聽的稱呼嘲諷她。總是穿著貴族襯衫和戴眼鏡。浮遊魔法方面的天才，是安特雷亞教國教皇加內特·格拉納塔斯的弟子。
潔西卡·修瓦爾茲（Jessica Schwarz，聲：杉山里穗）
王立奥尔提基亚魔法学院“決鬥會”會長，她發誓對埃琳娜絕對忠誠，但從真實情況來看，這接近於信仰，而真王寺則嘲諷她是“會長的瘋狂腦殘粉”。在學生會辦公室內與埃琳娜及庫莉絲一起換衣服時因被阿魯特看個精光，才知道原來她雖然嚴格但卻也有令人驚訝少女的一面。
庫莉絲·維斯特蘭多（Chris Westland，聲：天海由梨奈）
王立奥尔提基亚魔法学院“龍騎兵團”團長，也是接受王國空軍偵察兵的天才。軍團的學生，也有嚴格與殘暴的一面，但其實非常關心團員們。對龍非常的信任。後來阿魯特為了幫自己在龍騎兵團中的學長雷克斯討公道而向她發起決鬥賽，最後庫莉絲在決鬥賽中慘敗。在雷克斯與使魔霸王花魔力暴走並攻擊其時被阿魯特與埃琳娜所救，後來雷克斯昏迷時在旁整日照顧他，最終為了報仇與維爾梅一起打敗魔化的奧布希德安。喜歡雷克斯。
奧布希德安（Obsidian，聲：子安武人）
王立奥尔提基亚魔法学院的魔法老師，精通所有魔法與術式，是一位擁有學生自主意識的老師，表現溫和，很受女學生歡迎。常關心阿魯特，最常說的就是:「我很擔心阿魯特，他容易被人注意到，所以我想和他談談。」其實是艾歐萊特的同夥，會注射魔化液使學生的魔力暴走，目的就是製出純種惡魔，後使維爾梅現出真身，但在阿魯特的努力下維爾梅最終甦醒，最終他將自己變成混合惡魔，但被維爾梅與庫莉絲聯手打敗並遭王國警察帶走永久監禁。名字取自黑曜岩。
艾欧莱特（Aioraito，聲：冈本信彦）
本作反派，拥有“神命”二名的“极尽魔导者”，现已被剥夺称号。因是史上最年轻的“极尽魔导者”，所以被称为“魔法界最伟大的天才”。喜歡吃棒棒糖，通常說話時聲音會像小孩子，認真起來後聲音則會變成像中年男子。瞄准了维尔梅的力量，但最終敗給阿魯特與維爾梅。
琥珀宫（Kohakumiya，聲：岛袋美由利）
本作反派，拥有“波动”二名的“极尽魔导者”。带着纸式神的巫女服女性，与艾欧莱特一起行动，被委托管理“某个东西”。雖與艾歐萊特合作，但內心其實並不壞，與他十分不合，當她聽到艾歐萊特說自己已把大僧正殺掉時，更是直接氣得敵視他。
海莉欧多尔（Heliodor，聲：叶山郁美）
本作反派，拥有“转元”二名的“极尽魔导者”。穿着丧服的文静女性，和艾欧莱特一起行动。能操纵大规模的空间转移魔法。在發現艾歐萊特沒有勝算時為“某个人”向他傳達立即結束最終之戰的指令。疑似是埃琳娜安插在反派組織中的線人。
珐提玛（Fatema，聲：远藤绫）
出现在阿鲁特梦中，穿着白色长袍的女性。指明前方等待阿鲁特的“两条路”。在最終之戰結束並祝福阿魯特與維爾梅後自身的靈體完全消失。
法蘭克斯（Franks，聲：稻田彻）
王立魔法軍大佐，負責選拔特別部隊的魔鬼教官。是實戰考試內容「魔力供給」的主考官。以一塊大水晶測試帶領使魔的考生們魔力的質與量，透過傳導迴路將水晶裡面的火焰產生變化。輪到阿鲁特測試時，對他能將魔力注入最難傳導的迴路並產生巨大銀色火焰感到詫異，直到水晶破裂時對阿鲁特表示實戰考試合格，筆試考不好還是拿不到證書。

## 出版書籍
| 冊數 | Square Enix    | Square Enix            | 東立出版社     | 東立出版社             |
| 冊數 | 發售日期       | ISBN                   | 發售日期       | ISBN                   |
| ---- | -------------- | ---------------------- | -------------- | ---------------------- |
| 1    | 2019年4月12日  | ISBN 978-4-7575-6052-9 | 2022年10月20日 | ISBN 978-957-26-7187-0 |
| 2    | 2019年10月12日 | ISBN 978-4-7575-6339-1 | 2023年12月25日 | ISBN 978-626-360-191-8 |
| 3    | 2020年7月10日  | ISBN 978-4-7575-6746-7 |                |                        |
| 4    | 2021年2月12日  | ISBN 978-4-7575-7089-4 |                |                        |
| 5    | 2021年11月11日 | ISBN 978-4-7575-7526-4 |                |                        |
| 6    | 2022年6月10日  | ISBN 978-4-7575-7959-0 |                |                        |
| 7    | 2023年4月12日  | ISBN 978-4-7575-8519-5 |                |                        |
| 8    | 2024年2月9日   | ISBN 978-4-7575-9047-2 |                |                        |

## 電視動畫
2022年3月10日，宣佈獲改編為定於2022年7月首播的電視動畫，動畫製作公司是Staple Entertainment。5月11日，宣佈首播日期是7月5日。香港由Now TV -Aniplus On Demand 同步跟播，按照香港電影分級制度，本節目被Now TV 判定為第三級（只准18歲或以上人士觀看）。

### 製作人員
- 原作：天那光汰、梅津葉子（月刊少年GANGAN）
- 導演：直谷隆（直谷たかし）
- 副導演：浅見松雄
- 系列構成：高橋龍也（日语：高橋龍也）
- 人物設計：立石聖
- 道具設計：富樫彩菜
- 總作畫監督：立石聖、小林利充（日语：小林利充）、小美戶幸代、青野厚司（日语：青野厚司）
- CG監督：池田裕行
- 色彩設計：長澤諒司
- 美術監督：小崎弘貴
- 攝影監督：久野充博
- 編輯：梅津朋美
- 音響監督：納谷僚介
- 音響製作：STUDIO MAUSU（日语：STUDIO MAUSU）
- 音樂：伊藤賢（日语：伊藤賢）、黒田賢一
- 音樂製作：波麗佳音、ApDream（日语：アップドリーム）
- 音樂製作人：澤畠康二、山田公平
- 動畫製作：Staple Entertainment
- 製作：金裝的維爾梅製作委員會

### 主題曲
片頭曲
《Abracada-Boo》
作詞：藤林聖子，作曲、編曲：瀧澤俊輔，主唱：石原夏織
片尾曲
《Mortal With You》
作詞：Cassie Wei，作曲：Yamato Kasai，編曲：Cassie Wei、Yamato Kasai，主唱：Mili

### 各話列表
| 話數   | 日文標題 | 中文標題（Aniplus）            | 劇本     | 分鏡     | 演出               | 作畫監督                                                                                        | 總作畫監督                 | 首播日期 （2022年） |
| ------ | -------- | ------------------------------ | -------- | -------- | ------------------ | ----------------------------------------------------------------------------------------------- | -------------------------- | ------------------- |
| 第1話  |          | 瀕臨留級的魔法師與被封印的災厄 | 高橋龍也 | 直谷隆   | 直谷隆             | 立石聖、青野厚司、小林利充                                                                      | 立石聖、小林利充           | 7月5日              |
| 第2話  |          | 新學期和妖精之花               | 高橋龍也 | 直谷隆   | 淺見松雄           | 森悦史、吉岡勝、中島美子、笠野充志                                                              | 立石聖、青野厚司           | 7月12日             |
| 第3話  |          | 龍騎的騷動                     | 山田哲彌 | 寺東克己 | 中村良             | Chae Gwang Han、小美戸幸代                                                                      | 立石聖、小美戶幸代         | 7月19日             |
| 第4話  |          | 蔓延的瘋狂                     | 山田哲彌 | 寺東克己 | 淺見松雄           | 大塚八愛、菊池一真、山村俊了、池田佳織、齊藤香織                                                | 立石聖、小林利充           | 7月26日             |
| 第5話  |          | 暴走                           | 高橋龍也 | 祝浩司   | 中村良             | Kim Yeong chan、Joung Eun joung、Chae Gwang han、Ju Hyeong jong、Kim Si won、飯飼一幸、福山映二 | 立石聖、青野厚司           | 8月2日              |
| 第6話  |          | 願望                           | 高橋龍也 | 山崎立志 | 山崎立志           | 森悅史、吉岡勝、中林蘭子、福山映二、中曾根詩織                                                  | 立石聖、青野厚司           | 8月9日              |
| 第7話  |          | 告白                           | 山田哲彌 | 金成旻   | 中村良             | Park Hoon、Chae Gwang han、Ju Hyeong jong、Kim Si won                                           | 小林利充                   | 8月16日             |
| 第8話  |          | 選擇                           | 山田哲彌 | 西田正義 | 山崎千繪、淺見松雄 | 大塚八愛、菊池一真、山崎千繪、中島美子、南伸一郎、谷口繁則                                      | 立石聖、青野厚司、小林利充 | 8月23日             |
| 第9話  |          | 天選的魔法師                   | 山田哲彌 | 西田正義 | 中村良             | Kim Si won、Park Hoon、Joung Eun joung、Ju Hyeong jong                                          | 立石聖、小美戶幸代         | 8月30日             |
| 第10話 |          | 質疑                           | 山田哲彌 | 祝浩司   | 淺見松雄           | 森悅史、吉岡勝、福山映二、富樫彩菜、谷口翻則、中曾根詩織                                        | 立石聖、小林利充           | 9月6日              |
| 第11話 |          | 過去                           | 高橋龍也 | 西田正義 | 淺見松雄           | 大塚八愛、菊池一真、中島美子、南伸一郎、谷口繁則                                                | 立石聖、小美戶幸代         | 9月13日             |
| 第12話 |          | 在一起                         | 高橋龍也 | 直谷隆   | 直谷隆             | 中曾根詩織、森悅史、飯飼一幸、扇多惠子、吉岡勝、谷口繁則、山崎千繪                              | 立石聖、小林利充           | 9月20日             |

### 播放電視台
日本深夜動畫：下文記載的日本国内播放時間使用日本標準時間（UTC+9）表示。因為部分時間标识會採用30小时制，因此請留意这类超过24:00的时间，其實際播放時間為翌日清晨。
| 播放地區 | 播放電視台 | 播放日期              | 播放時間（UTC+9）         | 所屬聯播網 | 備註   |
| -------- | ---------- | --------------------- | ------------------------- | ---------- | ------ |
| 日本全國 | AT-X       | 2022年7月5日－9月20日 | 星期二 22時30分－23時00分 | 衛星電視   | 有重播 |
| 日本全國 | BS11       | 2022年7月5日－9月20日 | 星期二 24時00分－24時30分 | 衛星電視   |        |
| 東京都   | TOKYO MX   | 2022年7月5日－9月20日 | 星期二 23時00分－23時30分 | 獨立UHF局  |        |
| 兵庫縣   | SUN電視台  | 2022年7月6日－9月21日 | 星期三 24時00分－24時30分 | 獨立UHF局  |        |

## 外部連結
- 漫畫官方網站（日語）
- 電視動畫官方網站（日語）
- 電視動畫的X（前Twitter）（日語）